# Джефри Брума
Джефри ван Хомут Брума (собственото име на английски, другите на нидерландски: Jeffrey van Homoet Bruma) е холандски футболист роден на 13 ноември 1991 г. в Ротердам, Холандия. Неговият по-голям брат – Марчиано също е футболист.

## Кариера
Уверен с топка в краката и много добър атлет, Джефри доказа себе си като ключова фигура в състава на резервите през миналата кампания, въпреки че беше още ученик.
През миналия сезон той бе в центъра на отбраната на младежкия отбор във всеки кръг до финала за Младежката ФА Къп и като цяло записа най-много участия в младежкия шампионат.
Той стана професионалист през лятото и през септември 2009, на едва 17 години, дебютира за националния отбор на Холандия до 21 години. Често тренира с първия отбор и неговия дебют във Висшата лига, като бе при победата над Блекбърн с 5:0 през октомври 2009 г.
На 11 февруари 2011 г. се присъединява към ФК Лестър Сити до края на сезона, където играе с неговия съотборник от Челси Патрик ван Аанхолт. Отбелязва два гола по време на престоя си там, като и двата са от на 30 метра по време на мача срещу Уотфорд, спечелен с 4-2 на 25 април 2011.
На 30 юни 2011 г. Брума подписва едногодишен договор за наем с немския Хамбургер, с клауза за евентуално удължаване на наема. На края на договора си, казва, че дори не мисли за завърщане в Челси, а за играта в Хамбургер. След като изиграва 22 мача и вкарва 2 гола Джефри удължава наема си с една година.